# Vĩnh Lang
Vĩnh Lang (tiếng Trung: 永琅; 23 tháng 6 năm 1746 - 29 tháng 9 năm 1799) là một hoàng thân của nhà Thanh trong lịch sử Trung Quốc, người thừa kế 1 trong 12 tước vị Thiết mạo tử vương. Kỳ tịch của ông thuộc Tả dực cận chi Tương Lam kỳ Đệ nhị tộc.

## Cuộc đời
Vĩnh Lang sinh vào giờ Tỵ, ngày 5 tháng 5 (âm lịch) năm Càn Long thứ 11 (1746), trong gia tộc Ái Tân Giác La. Ông là con trai thứ hai của Di Hy Thân vương Hoằng Hiểu, mẹ ông là Trắc Phúc tấn Thạch Giai thị (石佳氏).
Năm Càn Long thứ 30 (1765), ông được phong làm Tam đẳng Trấn quốc Tướng quân (三等鎮國將軍).
Năm thứ 37 (1772), tháng 11, thụ Nhất đẳng Thị vệ.
Năm thứ 43 (1778), tháng 6, phụ thân ông qua đời, ông được thế tập tước vị Di Thân vương (怡親王) đời thứ 3.
Năm thứ 47 (1782), tháng 9, điều làm Tổng quản Chính Hồng kỳ Giác La học (總管正白旗覺羅學).
Năm thứ 51 (1786), tháng 3, quản lý sự vụ của Đô thống Mãn Châu Tương Hoàng kỳ (鑲黃旗滿洲都統事務).
Năm thứ 52 (1787), tháng 3, điều làm Đô thống Mãn Châu Tương Lam kỳ.
Năm thứ 55 (1790), tháng 5, quản lý Nội vụ phủ Tổng quản sự vụ (內務府總管事務).
Năm thứ 59 (1794), tháng 2, điều làm Đô thống Mãn Châu Chính Hoàng kỳ.
Năm thứ 60 (1795), tháng 9, quản lý sự vụ Viên Minh Viên Bát kỳ Bao y Tam kỳ (圓明園八旗包衣三旗).
Năm Gia Khánh thứ 4 (1799), tháng giêng, quản lý sự vụ Viên Minh Viên, và Văn Uyên các sự vụ (文淵閣). Cùng năm đó, ngày 1 tháng 9 (âm lịch), giờ Dần, ông qua đời, thọ 54 tuổi, được truy thụy Di Cung Thân vương (怡恭親王).
Trước đó 6 tháng (ngày 11 tháng 3), con trai thứ hai của ông là Miên Tiêu cũng qua đời. Tước vị Di Thân vương do trưởng tử của Miên Tiêu là Dịch Huân thừa kế.

## Gia quyến

### Thê thiếp

#### Đích Phúc tấn
- Qua Nhĩ Giai thị (瓜爾佳氏), con gái của Tham lãnh Đức Trụ (德柱).

#### Thứ thiếp
- Y Nhĩ Căn Giác La thị (伊爾根覺羅氏), con gái của Điển vệ Khắc Tinh Ngạch (克星額).
- Lưu thị (劉氏), con gái của Lưu Văn Học (劉文學).
- Thôi thị (崔氏), con gái của Thôi Bỉnh Văn (崔炳文).

### Hậu duệ

#### Con trai
1. Miên Cẩn (綿槿; 1764 – 1781), mẹ là Thứ thiếp Thôi thị. Qua đời khi chưa lập gia thất.
2. Miên Tiêu (綿標; 1770 – 1799), mẹ là Đích Phúc tấn Qua Nhĩ Giai thị. Năm 1800 được truy phong làm Di Thân vương (怡親王). Có ba con trai.